# RGS20
RGS20‏ (Regulator of G-protein-signaling 20) هوَ بروتين يُشَفر بواسطة جين RGS20 في الإنسان.